# Villa Meliquina
Villa Meliquina, también conocido Villa Lago Meliquina o simplemente Meliquina, es una localidad del Departamento Lácar, en la provincia del Neuquén, Argentina. El pueblo está ubicado a 40 kilómetros de San Martín de los Andes y 22 kilómetros del Cerro Chapelco.

## Toponimia
Meliquina es una palabra de origen mapuche que significa cuatro rincones.

## Población
Los últimos datos oficiales arrojaron 105 habitantes (Indec, 2010).

## Historia
El crecimiento de la villa se produce a partir del año 1977. En aquel momento los entonces dueños de la antigua estancia, la familia Steverlynck, decidió lotear los terrenos que estaban ubicados en la orilla del lago Meliquina. Hasta aquel momento Meliquina era solo un lugar de paso entre Bariloche y San Martín de los Andes. Sin embargo, el impulso de las ventas solo se concretó a partir del año 1998 cuando el asfalto llegó a la ruta de los Siete Lagos.
Los primeros pobladores de la villa fueron personas que llegaron escapando de la vorágine de ciudades como Buenos Aires, Córdoba, Rosario y La Plata. Hasta el momento estarían radicadas allí unas 30 familias, las cuales conformaron la Comisión de Fomento de la villa.
Si bien la población no cuenta al momento con red eléctrica, las viviendas poseen autosuficiencia mediante el empleo de energía solar y eólica, la cual cubre los requerimientos normales de uso.

## Salud y Educación
A principios de abril de 2011 el Ministerio de Desarrollo Territorial dictaminó que 1250 metros de terrenos pertenecientes a la Reserva Fiscal fueran concedidos para construir la primera sala de primeros auxilios de la villa. Por otra parte en junio de 2012 se inauguró la primera escuela primaria de la localidad, el establecimiento educativo N.º 117.

## Medios de comunicación
La villa cuenta con una radio en frecuencia modulada, FM Meliquina 99.9.
También cuenta con servicio de teléfono e internet banda ancha, por medios inalámbricos, con frecuentes interrupciones en el servicio. En el año 2021 la Cooperativa Telefónica de San Martín de los Andes (Cotesma) tendió la primera fibra óptica subacuática dentro del país, que permitirá mejorar el servicio a las familias que viven en Villa Meliquina, iniciativa que requirió de financiación del Ente Nacional de Comunicaciones (Enacom).

## Medios de transporte
Durante la temporada de verano, la Empresa de Transporte de Pasajeros KO-KO S.R.L. opera dos servicios desde y hasta San Martín de los Andes. Se prestan únicamente los sábados y domingos.

## Actividades
En Villa Meliquina se pueden realizar actividades como pesca, kayak, windsurf, kitesurf, senderismo y ciclismo de montaña.
Desde finales de 2020 Villa Lago Meliquina cuenta con una Oficina de Informes Turísticos (https://asociacionvillameliquina.org/oficina-de-turismo/) ubicada sobre la Ruta Provincial 63 frente al Cuartel de Bomberos; allí podrás acceder a WIFI LIBRE, gentileza de COTESMA, y podrás consultar un mapa interactivo con QR con la oferta de alojamientos, gastronomía y servicios de la Villa, también podés descargar el mapa en https://asociacionvillameliquina.org/mapa-turistico/
Villa Meliquina cuenta con 3 miradores que podés recorrer y el paseo Sendero del Chucao, un sendero educativo y recreativo que invita a conocer fauna y flora autóctona. El mismo está ubicado Junto a la Oficina de Informes Turísticos y el recorrido tiene una duración de 20 minutos aproximadamente.
También cuenta con la primera plaza, denominada Plaza Del Encuentro, que tiene juegos para niños y en temporada estival se realizan ferias de emprendedores y artesanos; la plaza está ubicada en calle 10 a 300 m de la Ruta 63. https://asociacionvillameliquina.org/una-plaza-para-meliquina/